# Puchar Polski w piłce ręcznej mężczyzn 2011/2012
Puchar Polski w piłce ręcznej mężczyzn 2011/2012 – rozgrywki mające na celu wyłonienie zdobywcy Pucharu Polski, który zakwalifikuje się tym samym do Pucharu Zdobywców Pucharów sezonu 2011/2012. Finał został rozegrany w dniach 14-15 kwietnia 2012 roku. 19 października 2011 roku w warszawskiej siedzibie Związku Piłki Ręcznej w Polsce odbyło się losowanie par 1/8 finału Pucharu Polski mężczyzn. Spotkania tej rundy rozgrywek zaplanowano na 9 listopada. 26 października odbyły się mecze eliminacyjne.
W sezonie 2010/2011 rozgrywki te składały się z:
- meczów eliminacyjnych,
- meczów 1/8 finału,
- meczów 1/4 finału,
- turnieju Final Four:
  - dwóch meczów półfinałowych,
  - meczu o 3. miejsce,
  - meczu finałowego.

## Klasyfikacja strzelców
| Bramki | Strzelcy        | Drużyna         |
| ------ | --------------- | --------------- |
| ?      | do uzupełnienia | do uzupełnienia |

## Mecze

### Mecze eliminacyjne
| 126 października 201118:00 | UKS Szczypiorniak Olsztyn | 19:28(10:17) | Gaz-System Pogoń Szczecin | Hala V LO, Olsztyn, Polska Widzów: 100 Sędzia: Daria Radzka (Płock), Bartłomiej Skwarek (Warszawa) |
| 126 października 201118:00 | Bartosz Idzikowski 5 · Paweł Deptuła 3 · Piotr Deptuła 3 · Piotr Dzido 2 · Tomasz Zaborowski 2 · Dawid Batyra 1 · Łukasz Sypniewski 1 · Maciej Malinowski 1 · Sebastian Koledziński 1 | 19:28(10:17) | 5 Piotr Frelek · 4 Jacek Wardziński · 4 Marek Suszka · 4 Patryk Walczak · 3 Karol Królik · 2 Grzegorz Marcinkian · 2 Kamil Misiak · 2 Wojciech Jedziniak · 1 Maciej Polak · 1 Paweł Krupa | Hala V LO, Olsztyn, Polska Widzów: 100 Sędzia: Daria Radzka (Płock), Bartłomiej Skwarek (Warszawa) |
| 126 października 201118:00 | 3× · 3× | 19:28(10:17) | 5× · 3× | Hala V LO, Olsztyn, Polska Widzów: 100 Sędzia: Daria Radzka (Płock), Bartłomiej Skwarek (Warszawa) |

| 25 listopada 201115:00 | UKS Orły Dąbrowa Białostocka | 18:29(7:20) | Zepter AZS UW Warszawa | Dąbrowa Białostocka, Polska Widzów: 150 Sędzia: Mateusz Hycza, Tomasz Łazicki (Olsztyn) |
| 25 listopada 201115:00 | Bartosz Orpik 5 · Michał Łabieniec 3 · Wojciech Andrukiewicz 3 · Jarosław Komosa 2 · Mariusz Kuc 2 · Kamil Sicko 1 · Marcin Andrukiewicz 1 · Mirosław Tokajuk 1 | 18:29(7:20) | 7 Adam Marciniak · 5 Paweł Puszkarski · 4 Dawid Szpejna · 4 Dominik Rębalski · 3 Arkadiusz Prokop · 2 Bartosz Monikowski · 2 Łukasz Monikowski · 1 Bartosz Zaprutko · 1 Łukasz Wolski | Dąbrowa Białostocka, Polska Widzów: 150 Sędzia: Mateusz Hycza, Tomasz Łazicki (Olsztyn) |
| 25 listopada 201115:00 | 6× · 3× | 18:29(7:20) | 3× · 3× | Dąbrowa Białostocka, Polska Widzów: 150 Sędzia: Mateusz Hycza, Tomasz Łazicki (Olsztyn) |

| 326 października 201117:30 | SKS Orlik Brzeg | 21:41(11:24) | ŚKPR Świdnica | Brzeg, Polska Widzów: 60 Sędzia: Artur Jędrycha (Sosnowiec), Kamil Poloczek (Katowice) |
| 326 października 201117:30 | Bartosz Galar 3 · Mateusz Janklowski 3 · Przemek Wróbel 3 · Dawid Podgórski 2 · Kamil Adwent 2 · Konrad Betka 2 · Marcin Wekeszczuk 2 · Marcin Orzycki 1 · Mateusz Włodek 1 · Patryk Krawczyk 1 · Piotr Sendra 1 | 21:41(11:24) | 8 Kamil Rogaczewski · 6 Grzegorz Rutkowski · 5 Marek Mrugas · 5 Mateusz Piędziak · 4 Tomasz Sadowski · 3 Michał Pułka · 3 Stanisław Makowiejew · 3 Władysław Makowiejew · 2 Maciej Pieńczewski · 2 Mateusz Chaber | Brzeg, Polska Widzów: 60 Sędzia: Artur Jędrycha (Sosnowiec), Kamil Poloczek (Katowice) |
| 326 października 201117:30 | 6× · 3× | 21:41(11:24) | 8× · 2× | Brzeg, Polska Widzów: 60 Sędzia: Artur Jędrycha (Sosnowiec), Kamil Poloczek (Katowice) |

| 426 października 201118:00 | KSZO Ostrowiec Świętokrzyski | 31:38(14:20) | KS Czuwaj Przemyśl | Hala MOSiR, Ostrowiec Świętokrzyski, Polska Widzów: 100 Sędzia: Marcin Kret (Kraków), Jacek Uryga (Mikołów) |
| 426 października 201118:00 | Paweł Sieczka 7 · Tomasz Radowiecki 7 · Artur Rurarz 4 · Maciej Cukierski 4 · Adam Gajewski 3 · Sławomir Majchrzak 3 · Grzegorz Byczkowski 1 · Mateusz Fortuna 1 · Rafał Sitkowski 1 | 31:38(14:20) | 9 Damian Krzysztofik · 6 Mateusz Kroczek · 5 Maurycy Kostka · 4 Bogdan Oliferchuk · 4 Marcin Kijowski · 3 Paweł Biłko · 2 Maciej Kubisztal · 2 Paweł Stołowski · 2 Radosław Jankowski · 1 Przemysław Baraniecki | Hala MOSiR, Ostrowiec Świętokrzyski, Polska Widzów: 100 Sędzia: Marcin Kret (Kraków), Jacek Uryga (Mikołów) |
| 426 października 201118:00 | 7× · 2× | 31:38(14:20) | 4× · 3× | Hala MOSiR, Ostrowiec Świętokrzyski, Polska Widzów: 100 Sędzia: Marcin Kret (Kraków), Jacek Uryga (Mikołów) |

### 1/8 finału
| 59 listopada 201119:00 | MMTS Kwidzyn | 35:30(15:17) | Zagłębie Lubin | Hala Widowiskowo-Sportowa KCSiR Kwidzyn, Polska Widzów: 400 Sędzia: Łukasz Niedbała (Szczecin), Jakub Szwedo (Osina) |
| 59 listopada 201119:00 | Antoni Łangowski 8 · Kamil Krieger 7 · Robert Orzechowski 6 · Kamil Sadowski 4 · Michał Daszek 3 · Patryk Rombel 2 · Adam Pacześny 1 · Damian Kostrzewa 1 · Michał Adamuszek 1 · Michał Peret 1 · Przemysław Rosiak 1 | 35:30(15:17) | 7 Marceli Migała · 5 Piotr Adamczak · 4 Dariusz Rosiek · 4 Michał Stankiewicz · 2 Łukasz Kużdeba · 2 Paweł Adamczak · 2 Tomasz Kozłowski · 2 Wojciech Gumiński · 1 Christian Motylewski · 1 Mikołaj Szymyślik | Hala Widowiskowo-Sportowa KCSiR Kwidzyn, Polska Widzów: 400 Sędzia: Łukasz Niedbała (Szczecin), Jakub Szwedo (Osina) |
| 59 listopada 201119:00 | 2× · 3× | 35:30(15:17) | 3× · 3× | Hala Widowiskowo-Sportowa KCSiR Kwidzyn, Polska Widzów: 400 Sędzia: Łukasz Niedbała (Szczecin), Jakub Szwedo (Osina) |

| 69 listopada 201119:00 | Zepter AZS UW Warszawa | 28:30(18:15) | Stal Mielec | Centrum Sportu i Rekreacji UW Warszawa, Polska Widzów: 200 Sędzia: Ireneusz Szumański (Niewiesze), Grzegorz Wojtyczka (Chorzów) |
| 69 listopada 201119:00 | Łukasz Wolski 8 · Dominik Rębalski 7 · Łukasz Nowak 5 · Paweł Puszkarski 3 · Adam Marciniak 2 · Arkadiusz Prokop 1 · Bartosz Monikowski 1 · Franci Brinovec 1 | 28:30(18:15) | 7 Michał Chodara · 4 Grzegorz Sobut · 4 Marek Szpera · 4 Paweł Gawęcki · 3 Dariusz Kubisztal · 3 Łukasz Janyst · 2 Paweł Wilk · 2 Wiktor Jędrzejewski · 1 Łukasz Szatko | Centrum Sportu i Rekreacji UW Warszawa, Polska Widzów: 200 Sędzia: Ireneusz Szumański (Niewiesze), Grzegorz Wojtyczka (Chorzów) |
| 69 listopada 201119:00 | 1× · 3× | 28:30(18:15) | 4× · 2× | Centrum Sportu i Rekreacji UW Warszawa, Polska Widzów: 200 Sędzia: Ireneusz Szumański (Niewiesze), Grzegorz Wojtyczka (Chorzów) |

| 79 listopada 201118:00 | Warmia Anders Group Społem Olsztyn | 32:38(16:22) | Vive Targi Kielce | Hala Urania Olsztyn, Polska Widzów: 600 Sędzia: Sebastian Patyk, Rafał Salwowski (Warszawa) |
| 79 listopada 201118:00 | Mariusz Gujski 6 · Marcin Malewski 5 · Bartosz Wuszter 4 · Jacek Zyśk 4 · Mateusz Jankowski 4 · Paweł Ćwikliński 4 · Sebastian Rumniak 3 · Michał Bartczak 1 · Tomasz Garbacewicz 1 | 32:38(16:22) | 6 Bartłomiej Tomczak · 6 Michał Jurecki · 6 Þórir Ólafsson · 3 Denis Buntić · 3 Grzegorz Tkaczyk · 3 Mariusz Jurasik · 3 Patryk Kuchczyński · 3 Rastko Stojković · 3 Tomasz Rosiński · 1 Mateusz Zaremba · 1 Uroš Zorman | Hala Urania Olsztyn, Polska Widzów: 600 Sędzia: Sebastian Patyk, Rafał Salwowski (Warszawa) |
| 79 listopada 201118:00 | 5× · 3× · 1× | 32:38(16:22) | 3× · 1× | Hala Urania Olsztyn, Polska Widzów: 600 Sędzia: Sebastian Patyk, Rafał Salwowski (Warszawa) |

| 810 listopada 201117:00 | Orlen Wisła Płock | 37:29(18:14) | Nielba Wągrowiec | Orlen Arena Płock, Polska Widzów: 1500 Sędzia: Andrzej Jaworski (Głogów), Przemysław Stężowski (Lubin) |
| 810 listopada 201117:00 | Adam Wiśniewski 6 · Kamil Syprzak 6 · Michał Zołoteńko 6 · Joakim Bäckström 4 · Michał Kubisztal 4 · Boštjan Kavaš 3 · Christian Spanne 3 · Zbigniew Kwiatkowski 2 · Muhamed Toromanović 1 · Nikola Eklemović 1 · Paweł Paczkowski 1 | 37:29(18:14) | 6 Przemysław Krajewski · 4 Łukasz Gierak · 4 Paweł Niewrzawa · 3 Dawid Pietrzkiewicz · 2 Dariusz Widziński · 2 Dawid Przysiek · 2 Rafał Przybylski · 1 Andriej Wachnowicz · 1 Bartosz Witkowski · 1 Dawid Matłoka · 1 Łukasz Białaszek · 1 Michał Tórz · 1 Paweł Smoliński | Orlen Arena Płock, Polska Widzów: 1500 Sędzia: Andrzej Jaworski (Głogów), Przemysław Stężowski (Lubin) |
| 810 listopada 201117:00 | 4× · 3× | 37:29(18:14) | 2× · 3× | Orlen Arena Płock, Polska Widzów: 1500 Sędzia: Andrzej Jaworski (Głogów), Przemysław Stężowski (Lubin) |

| 99 listopada 201118:00 | Jurand Ciechanów | 30:25(17:15) | Chrobry Głogów | Hala Sportowo–Widowiskowa Ciechanów, Polska Widzów: 300 Sędzia: Damian Godzina (Tczew), Łukasz Kamrowski (Cedry Wielkie) |
| 99 listopada 201118:00 | Konrad Rurarz 9 · Tomasz Klinger 7 · Michał Prątnicki 4 · Oleg Semenov 3 · Adrian Piórkowski 2 · Damian Piórkowski 2 · Piotr Pakulski 2 · Damian Malandy 1 | 30:25(17:15) | 4 Tomasz Mochocki · 3 Grzegorz Czekałowski · 3 Ireneusz Żak · 3 Michał Bednarek · 3 Michał Wysokiński · 3 Paweł Piętak · 2 Krystian Kuta · 2 Mateusz Płaczek · 1 Maciej Ścigaj · 1 Piotr Olęcki | Hala Sportowo–Widowiskowa Ciechanów, Polska Widzów: 300 Sędzia: Damian Godzina (Tczew), Łukasz Kamrowski (Cedry Wielkie) |
| 99 listopada 201118:00 | 2× · 3× | 30:25(17:15) | 1× · 3× | Hala Sportowo–Widowiskowa Ciechanów, Polska Widzów: 300 Sędzia: Damian Godzina (Tczew), Łukasz Kamrowski (Cedry Wielkie) |

| 109 listopada 201117:00 | KS Czuwaj Przemyśl | 28:31(13:17) | Powen Zabrze | Hala POSiR Przemyśl, Polska Widzów: 800 Sędzia: Andrzej Kierczak, Tomasz Wrona (Kraków) |
| 109 listopada 201117:00 | Bogdan Oliferchuk 7 · Radosław Jankowski 7 · Paweł Stołowski 6 · Maciej Kubisztal 3 · Mateusz Kroczek 2 · Maurycy Kostka 2 · Damian Krzysztofik 1 | 28:31(13:17) | 13 Remigiusz Lasoń · 7 Aleksandr Bushkov · 4 Adrian Niedośpiał · 3 Witalij Nat · 2 Dzmitry Marhun · 1 Dariusz Mogielnicki · 1 Łukasz Stodtko | Hala POSiR Przemyśl, Polska Widzów: 800 Sędzia: Andrzej Kierczak, Tomasz Wrona (Kraków) |
| 109 listopada 201117:00 | 3× · 3× | 28:31(13:17) | 4× · 3× | Hala POSiR Przemyśl, Polska Widzów: 800 Sędzia: Andrzej Kierczak, Tomasz Wrona (Kraków) |

| 119 listopada 201118:00 | ŚKPR Świdnica | 22:28(9:10) | Azoty-Puławy | Hala OSiR Świdnica, Polska Widzów: 290 Sędzia: Grzegorz Schiwon, Grzegorz Toczyński (Zabrze) |
| 119 listopada 201118:00 | Michał Pułka 6 · Grzegorz Rutkowski 4 · Marek Mrugas 3 · Stanisław Makowiejew 3 · Kamil Rogaczewski 2 · Piotr Kijek 2 · Mateusz Piędziak 1 · Tomasz Fabiszewski 1 | 22:28(9:10) | 4 Artur Witkowski · 4 Wojciech Zydroń · 3 Michał Bałwas · 3 Tomasz Kula · 2 Dmitrij Afanasjev · 2 Dimitro Zinczuk · 2 Mateusz Kus · 2 Michał Szyba · 1 Grzegorz Gowin · 1 Krzysztof Łyżwa · 1 Krzysztof Tylutki · 1 Paweł Grzelak · 1 Piotr Masłowski · 1 Sebastian Płaczkowski | Hala OSiR Świdnica, Polska Widzów: 290 Sędzia: Grzegorz Schiwon, Grzegorz Toczyński (Zabrze) |
| 119 listopada 201118:00 | 2× · 3× | 22:28(9:10) | 1× · 3× | Hala OSiR Świdnica, Polska Widzów: 290 Sędzia: Grzegorz Schiwon, Grzegorz Toczyński (Zabrze) |

| 129 listopada 201118:00 | Gaz-System Pogoń Szczecin | 38:36 (pd.)(12:16, 27:28, 32:32) | Miedź Legnica | Hala MOSRiR Szczecin, Polska Widzów: 500 Sędzia: Paweł Kaszubski, Mirosław Majchrowski (Gdańsk) |
| 129 listopada 201118:00 | Jacek Wardziński 11 · Paweł Krupa 10 · Paweł Biały 6 · Filip Kliszczyk 4 · Piotr Frelek 2 · Grzegorz Marcinkian 1 · Kamil Ringwelski 1 · Marek Suszka 1 · Patryk Walczak 1 · Radosław Wolski 1 | 38:36 (pd.)(12:16, 27:28, 32:32) | 9 Jarosław Paluch · 7 Andrzej Brygier · 5 Paweł Piwko · 4 Aleksander Kokoszka · 3 Adam Skrabania · 3 Adam Świątek · 2 Robert Szuszkiewicz · 1 Bartłomiej Koprowski · 1 Łukasz Jarowicz · 1 Paweł Gregor | Hala MOSRiR Szczecin, Polska Widzów: 500 Sędzia: Paweł Kaszubski, Mirosław Majchrowski (Gdańsk) |
| 129 listopada 201118:00 | 6× · 3× · 1× | 38:36 (pd.)(12:16, 27:28, 32:32) | 6× · 3× | Hala MOSRiR Szczecin, Polska Widzów: 500 Sędzia: Paweł Kaszubski, Mirosław Majchrowski (Gdańsk) |

### 1/4 finału

#### Runda pierwsza
| 137 grudnia 201118:00 | Tauron Stal Mielec | 24:30(12:16) | MMTS Kwidzyn | Hala MOSiR Mielec, Polska Widzów: 950 Sędzia: Grzegorz Budziosz (Chęciny), Tomasz Olesiński (Kielce) |
| 137 grudnia 201118:00 | Adam Babicz 6 · Paweł Albin 6 · Marek Szpera 5 · Łukasz Janyst 2 · Marcin Basiak 2 · Paweł Wilk 1 · Rafał Gliński 1 · Wiktor Jędrzejewski 1 | 24:30(12:16) | 9 Robert Orzechowski · 5 Damian Kostrzewa · 3 Adrian Nogowski · 3 Antoni Łangowski · 3 Mateusz Seroka · 2 Kamil Sadowski · 2 Michał Waszkiewicz · 1 Adam Pacześny · 1 Kamil Krieger · 1 Michał Daszek | Hala MOSiR Mielec, Polska Widzów: 950 Sędzia: Grzegorz Budziosz (Chęciny), Tomasz Olesiński (Kielce) |
| 137 grudnia 201118:00 | 3× · 3× | 24:30(12:16) | 5× · 3× | Hala MOSiR Mielec, Polska Widzów: 950 Sędzia: Grzegorz Budziosz (Chęciny), Tomasz Olesiński (Kielce) |

| 147 grudnia 201118:30 | Powen Zabrze | 33:30(13:14) | Azoty-Puławy | Hala Sportowa Pogoń Zabrze, Polska Widzów: 500 Sędzia: Sebastian Pelc, Jakub Pretzlaf (Rzeszów) |
| 147 grudnia 201118:30 | Łukasz Stodtko 6 · Aleksandr Bushkov 5 · Witalij Nat 5 · Adrian Niedośpiał 4 · Dzmitry Marhun 4 · Aleksander Kryszeń 3 · Grzegorz Garbacz 2 · Dominik Droździk 1 · Kamil Mokrzki 1 · Łukasz Kandora 1 · Łukasz Kulak 1 | 33:30(13:14) | 12 Wojciech Zydroń · 4 Michał Szyba · 3 Grzegorz Gowin · 3 Mateusz Kus · 2 Dimitro Zinczuk · 2 Krzysztof Tylutki · 2 Sebastian Płaczkowski · 1 Artur Witkowski · 1 Krzysztof Łyżwa | Hala Sportowa Pogoń Zabrze, Polska Widzów: 500 Sędzia: Sebastian Pelc, Jakub Pretzlaf (Rzeszów) |
| 147 grudnia 201118:30 | 6× · 3× | 33:30(13:14) | 6× · 3× | Hala Sportowa Pogoń Zabrze, Polska Widzów: 500 Sędzia: Sebastian Pelc, Jakub Pretzlaf (Rzeszów) |

| 157 grudnia 201118:30 | Vive Targi Kielce | 40:26(21:8) | Jurand Ciechanów | Hala Legionów, Kielce, Polska Widzów: 2000 Sędzia: Andrzej Jaworski (Głogów), Przemysław Stężowski (Lubin) |
| 157 grudnia 201118:30 | Patryk Kuchczyński 10 · Mariusz Jurasik 8 · Mateusz Jachlewski 8 · Tomasz Rosiński 4 · Uroš Zorman 3 · Mateusz Przybylski 2 · Rastko Stojković 2 · Þórir Ólafsson 2 · Mateusz Zaremba 1 | 40:26(21:8) | 10 Michał Prątnicki · 5 Rafał Krajewski · 3 Tomasz Klinger · 2 Adrian Piórkowski · 2 Mindaugas Tarcijonas · 2 Tomasz Malesa · 1 Damian Piórkowski · 1 Łukasz Jurkiewicz | Hala Legionów, Kielce, Polska Widzów: 2000 Sędzia: Andrzej Jaworski (Głogów), Przemysław Stężowski (Lubin) |
| 157 grudnia 201118:30 | 4× · 3× | 40:26(21:8) | 3× · 2× | Hala Legionów, Kielce, Polska Widzów: 2000 Sędzia: Andrzej Jaworski (Głogów), Przemysław Stężowski (Lubin) |

| 165 grudnia 201118:00 | Orlen Wisła Płock | 37:26(17:13) | Gaz-System Pogoń Szczecin | Orlen Arena Płock, Polska Widzów: 1200 Sędzia: Igor Dębski, Artur Rodacki (Kielce) |
| 165 grudnia 201118:00 | Christian Spanne 7 · Adam Wiśniewski 5 · Joakim Bäckström 5 · Nikola Eklemović 4 · Vukašin Rajković 4 · Kamil Syprzak 3 · Muhamed Toromanović 3 · Michał Kubisztal 2 · Michał Zołoteńko 2 · Paweł Paczkowski 2 | 37:26(17:13) | 6 Aleksander Kokoszka · 4 Karol Królik · 4 Paweł Krupa · 3 Piotr Frelek · 3 Wojciech Jedziniak · 2 Jacek Wardziński · 2 Marek Suszka · 1 Grzegorz Marcinkian · 1 Radosław Wolski | Orlen Arena Płock, Polska Widzów: 1200 Sędzia: Igor Dębski, Artur Rodacki (Kielce) |
| 165 grudnia 201118:00 | 2× · 3× | 37:26(17:13) | 3× | Orlen Arena Płock, Polska Widzów: 1200 Sędzia: Igor Dębski, Artur Rodacki (Kielce) |

#### Runda rewanżowa
| 1714 grudnia 201118:00 | MMTS Kwidzyn | 31:34(14:17) | Tauron Stal Mielec | Hala Widowiskowo-Sportowa KCSiR Kwidzyn, Polska Widzów: 450 Sędzia: Bartosz Leszczyński, Marcin Piechota (Płock) |
| 1714 grudnia 201118:00 | Michał Waszkiewicz 7 · Damian Kostrzewa 6 · Michał Daszek 6 · Kamil Krieger 2 · Michał Peret 2 · Patryk Rombel 2 · Przemysław Rosiak 2 · Robert Orzechowski 2 · Antoni Łangowski 1 · Kamil Sadowski 1 | 31:34(14:17) | 8 Łukasz Janyst · 5 Grzegorz Sobut · 5 Rafał Gliński · 3 Adam Babicz · 3 Dariusz Kubisztal · 3 Marek Szpera · 3 Wiktor Jędrzejewski · 2 Paweł Wilk · 1 Łukasz Szatko · 1 Marcin Basiak | Hala Widowiskowo-Sportowa KCSiR Kwidzyn, Polska Widzów: 450 Sędzia: Bartosz Leszczyński, Marcin Piechota (Płock) |
| 1714 grudnia 201118:00 | 4× · 3× | 31:34(14:17) | 4× · 2× | Hala Widowiskowo-Sportowa KCSiR Kwidzyn, Polska Widzów: 450 Sędzia: Bartosz Leszczyński, Marcin Piechota (Płock) |

| 1814 grudnia 201118:00 | Azoty-Puławy | 30:26(17:12) | Powen Zabrze | Hala MOSiR Puławy, Polska Widzów: 550 Sędzia: Grzegorz Budziosz (Chęciny), Tomasz Olesiński (Kielce) |
| 1814 grudnia 201118:00 | Dimitro Zinczuk 7 · Piotr Masłowski 7 · Michał Szyba 5 · Mateusz Kus 4 · Michał Bałwas 3 · Sebastian Płaczkowski 2 · Artur Witkowski 1 · Krzysztof Tylutki 1 | 30:26(17:12) | 5 Aleksandr Bushkov · 5 Remigiusz Lasoń · 4 Dzmitry Marhun · 4 Kamil Mokrzki · 2 Adrian Niedośpiał · 2 Łukasz Stodtko · 1 Arkadiusz Kowalski · 1 Dominik Droździk · 1 Grzegorz Garbacz · 1 Witalij Nat | Hala MOSiR Puławy, Polska Widzów: 550 Sędzia: Grzegorz Budziosz (Chęciny), Tomasz Olesiński (Kielce) |
| 1814 grudnia 201118:00 | 3× · 3× | 30:26(17:12) | 7× · 3× · 2× | Hala MOSiR Puławy, Polska Widzów: 550 Sędzia: Grzegorz Budziosz (Chęciny), Tomasz Olesiński (Kielce) |

| 1914 grudnia 201118:00 | Jurand Ciechanów | 25:40(10:24) | Vive Targi Kielce | Hala Sportowo–Widowiskowa Ciechanów, Polska Widzów: 700 Sędzia: Robert Leszczyński, Marek Strzelczyk (Gdańsk) |
| 1914 grudnia 201118:00 | Tomasz Klinger 7 · Michał Prątnicki 4 · Mindaugas Tarcijonas 4 · Damian Piórkowski 3 · Oleg Semenov 3 · Damian Malandy 2 · Rafał Krajewski 1 · Piotr Kraszewski 1 | 25:40(10:24) | 9 Þórir Ólafsson · 7 Mateusz Jachlewski · 6 Tomasz Rosiński · 5 Rastko Stojković · 4 Uroš Zorman · 3 Denis Buntić · 2 Mariusz Jurasik · 2 Patryk Kuchczyński · 2 Mateusz Przybylski | Hala Sportowo–Widowiskowa Ciechanów, Polska Widzów: 700 Sędzia: Robert Leszczyński, Marek Strzelczyk (Gdańsk) |
| 1914 grudnia 201118:00 | 3× · 0× | 25:40(10:24) | 7× · 3× · 2× | Hala Sportowo–Widowiskowa Ciechanów, Polska Widzów: 700 Sędzia: Robert Leszczyński, Marek Strzelczyk (Gdańsk) |

| 2012 grudnia 201117:30 | Gaz-System Pogoń Szczecin                                                                                                  | 28:35(13:19) | Orlen Wisła Płock | Hala MOSRiR Szczecin, Polska Widzów: 700 Sędzia: Krzysztof Bąk, Kamil Ciesielski (Zielona Góra) |
| 2012 grudnia 201117:30 | Piotr Frelek 8 · Aleksander Kokoszka 6 · Paweł Krupa 5 · Karol Królik 4 · Rafał Rojek 2 · Patryk Walczak 2 · Paweł Biały 1 | 28:35(13:19) | 6 Muhamed Toromanović · 6 Adam Wiśniewski · 5 Paweł Paczkowski · 5 Vukašin Rajković · 4 Michał Kubisztal · 3 Joakim Bäckström · 3 Piotr Chrapkowski · 3 Adam Twardo | Hala MOSRiR Szczecin, Polska Widzów: 700 Sędzia: Krzysztof Bąk, Kamil Ciesielski (Zielona Góra) |
| 2012 grudnia 201117:30 | 3× · 3× | 28:35(13:19) | 5× · 3× | Hala MOSRiR Szczecin, Polska Widzów: 700 Sędzia: Krzysztof Bąk, Kamil Ciesielski (Zielona Góra) |

### Final Four

#### Półfinały
| 2114 kwietnia 201217:45 | Azoty-Puławy | 13:13(19:29) | Orlen Wisła Płock | Hala Legionów, Kielce, Polska Widzów: 3500 Sędzia: Krzysztof Bąk, Kamil Ciesielski (Zielona Góra) |
| 2114 kwietnia 201217:45 |              | 13:13(19:29) |                   | Hala Legionów, Kielce, Polska Widzów: 3500 Sędzia: Krzysztof Bąk, Kamil Ciesielski (Zielona Góra) |

| 2214 kwietnia 201220:00 | Vive Targi Kielce | 36:27(15:15) | MMTS Kwidzyn | Hala Legionów, Kielce, Polska Widzów: 4000 Sędzia: Sebastian Pelc, Jakub Pretzlaf (Rzeszów) |
| 2214 kwietnia 201220:00 |                   | 36:27(15:15) |              | Hala Legionów, Kielce, Polska Widzów: 4000 Sędzia: Sebastian Pelc, Jakub Pretzlaf (Rzeszów) |

#### Finały

##### Mecz o 3. miejsce
| 2315 kwietnia 201215:00 | Azoty-Puławy | 31:34(13:17) | MMTS Kwidzyn | Hala Legionów, Kielce, Polska Widzów: 1500 Sędzia: Marek Baranowski (Warszawa), Bogdan Lemanowicz (Płock) |
| 2315 kwietnia 201215:00 |              | 31:34(13:17) |              | Hala Legionów, Kielce, Polska Widzów: 1500 Sędzia: Marek Baranowski (Warszawa), Bogdan Lemanowicz (Płock) |